# Бобі Андонов
Бобі Андонов (мак. Боби Андонов; нар. 28 серпня 1994, Мельбурн, Австралія), відомий під латинізованим псевдонімом BOBI ANDONOV — австралійський співак, автор пісень та продюсер північномакедонського походження.

## Біографія
Народився 18 серпня 1994 року в Мельбурні, Австралія в родині македонців зі Струмиці. Відвідував початкову школу Мілл-Парк-Гайтс. Брав уроки танців із 7 років, співав у дитячій студії та церковному хорі, а також навчався грі на фортепіано та флейті.
До 9 років виступав у молодіжних мюзиклах. Зіграв роль Денні Зуко в молодшій постановці мюзиклу Grease. Також неодноразово брав участь у щорічних виставах, кабаре, айстедводах. Завдяки цьому Андонов знявся в мюзиклі «Король Лев» — був обраний на роль Сімби, грав у Мельбурні та Шанхаї.
З 13 до 15 років жив у Північній Македонії. Знає чотири мови, зокрема англійську, македонську та італійську.

## Кар'єра

### 2007—2015: ранні роки

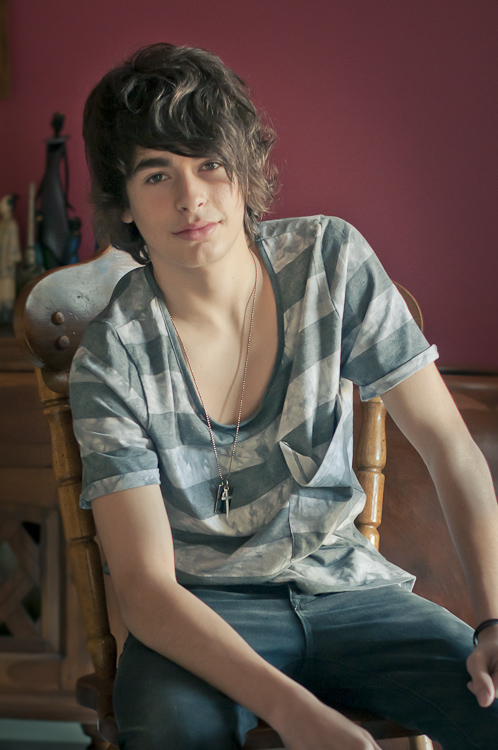
Андонов у 2010 році

У дитинстві став найбільш відомим завдяки виконанню у 2007 році пісні «Life» Тоше Проеського, представника Північної Македонії на Євробаченні 2004, як данини пам'яті співаку, з яким Андонов познайомився під час туру Проеського в Австралії. Згодом Бобі Андонов представляв Північну Македонію з піснею «Prati Mi SMS» на Дитячому Євробаченні 2008, де посів 5 місце. Він досі залишається представником, що приніс країні один з найкращих результатів на конкурсі. Після Дитячого Євробачення Андонов вирушив у європейське турне Балканами. Окрім цього, брав участь у кількох македонських музичних фестивалях, зокрема Zlatno Slavejce, виступав у Сербії та Албанії, а також для великої аудиторії Північної Македонії — співав у футбольному матчі в Нідерландах та виконував гімн Австралії на конференції Лейбористської партії.
2010 року 15-річний Андонов взяв участь у четвертому сезоні шоу талантів Australia's Got Talent як Bobby Andonov. Він виграв за результатами публічного голосування в першому півфіналі та зміг досягти фіналу разом із сімома іншими артистами, але не переміг.
2013 року написав пісню «War Is Love», проте офіційний випуск композиції так і не відбувся. Наступного року написав «Born to Run» для нідерландського ді-джея Afrojack. Згодом Андонов написав дві пісні для повнометражного фільму «Діти мрії», фестивальна прем'єра якого відбулася 2015 року, та дебютний сингл «Stone» для Сайруса Віллануеви, переможця X Factor Australia. Вокал Андонова також можна було почути в синглі мельбурнського ді-джея Джоела Флетчера «State of Emergency». Того ж року Андонов переїхав до США та в листопаді підписав контракт із Hollywood Records.

### 2017—2023: дебютні сингли та EPIn Bad Company

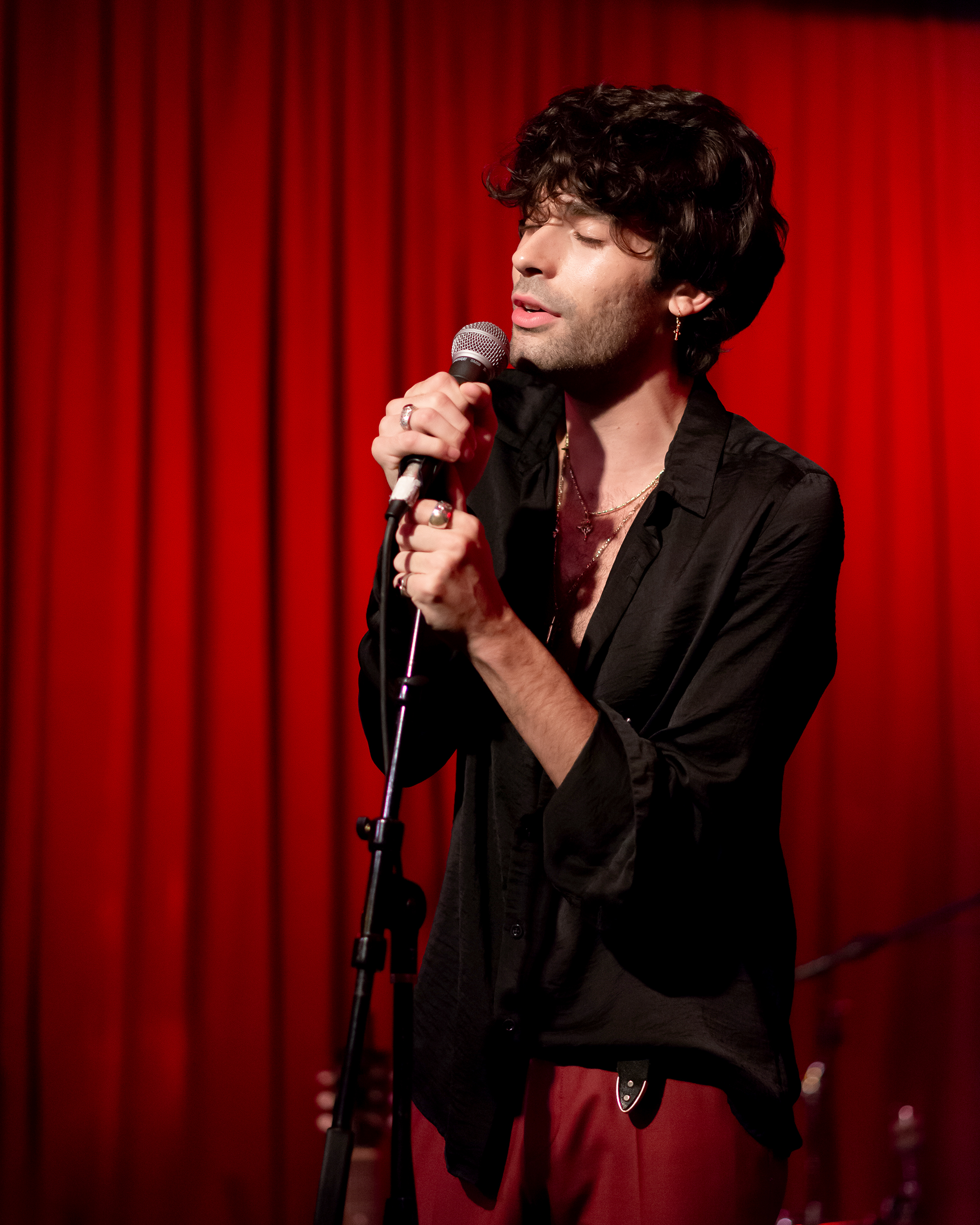
Під час виступу на Jesse & Friends в Лос-Анджелесі, Каліфорнія, 28 серпня 2018

2017 року випустив свій перший офіційний дебютний сингл — «Apartment», який був спродюсований Діланом Болдом. Пісня вийшла зі супровідним чорно-білим кліпом, режисером якого став Елліс Бал. Роком пізніше вийшли ще два треки — «Smoke» та «Faithful». «Smoke» — пісня про двох людей, які постійно переживають божевілля, коли вони разом; про стосунки, де одна людина завжди більш щедра у своїй любові, ніж інша. Своєю чергою «Faithful» досліджує складність і внутрішню боротьбу людини, яка не може зберігати вірність у стосунках, і пов'язані з цим біль, страх та провину, але одночасно залишається з тим, кого відчуває як необхідність для свого існування.
2021 року Андонов співпрацював із Doja Cat над синглом «Offering», проте з неназваних причин офіційний реліз пісні так і не відбувся. Наступного року співак випустив індивідуальні сингли «Until the Morning» та «Night Crawl» під псевдонімом Drella. «Until the Morning» була написана, коли Андонов повернувся до Мельбурна під час пандемії коронавірусної хвороби, і його брат вигадав йому завдання писати пісні щодня. «Night Crawl» розповідає про відчуття внутрішньої боротьби, марність надій та гонитву за минулим.
8 березня 2023 вийшла пісня «Bad Decisions», у якій Андонов поєднав темний ритм-енд-блюз з елементами інді. За словами співака, пісня розповідає про пошук когось, хто зможе підтримувати почуття свободи та декадансу іншої людини. Того ж року Андонов офіційно випустив пісню «War Is Love», яку написав 10 років тому — тоді серед користувачів соціальних мереж побутувала думка, що виконавцем пісні є Гаррі Стайлс. Пісня описує складні й болісні почуття в стосунках, які схожі на битву.
4 серпня 2023 року випустив дебютний мініальбом під назвою In Bad Company, в який увійшли 6 пісень і який був записаний у Лос-Анджелесі та Мельбурні. За словами Андонова, мініальбом призвячений «бажанню, яке танцює разом із наслідками нашого вибору та внутрішніми конфліктами, які виникають із самим собою». Під час написання пісень співак надихався, зокрема, старим будинком Френка Сінатри в Лос-Анджелесі, в якому той колись жив із Мерилін Монро. Для написання In Bad Company Андонов також співпрацював з продюсером Діланом Болдом.

### 2024—дотепер: EPSaint

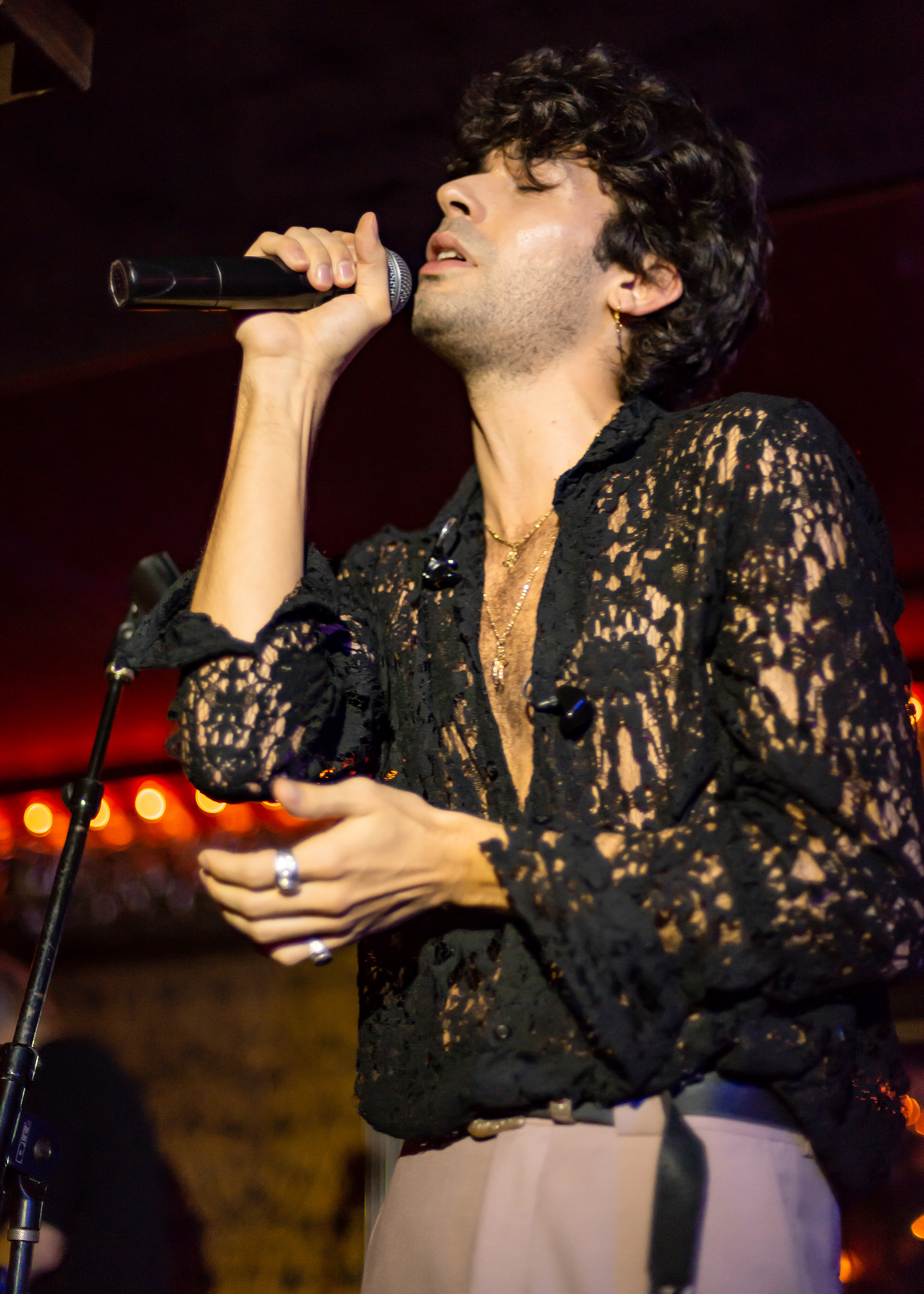
Виступ на Bano Flaco: Castaway в Лос-Анджелесі, 2018 рік

7 червня 2024 року вийшов другий мініальбом — Saint, що складається з 6 пісень у жанрі альт-поп. Співак співпрацював із Семом Воттерсом та знову з Болдом. Андонов описує Saint як «момент скидання шкіри», адже у піснях писав про те, ким є, як особистість, та про вихід із досить складних стосунків. Він також він досліджує теми особистісного зростання, підліткового віку, стосунків і розбитого серця.

У липні 2025 року Андонов заявив, що сподівається представити Північну Македонію на Пісенному конкурсі Євробачення 2026 та мав розмову з MRT, македонським національним мовником, про участь у конкурсі. Андонов зазначив:
«Це не просто мрія, а те, що я планував і серйозно обмірковував протягом тривалого часу. Я розмовляв з MRT і висловив своє бажання, а також готуюся повернутися до Македонії на початку наступного року. Якщо країна вирішить взяти участь, я буду повністю відданий. Я хочу віддати все своє серце».
Співак додав, що будь-яка його пісня для Євробачення «має звучати глобально, але в основі своїй бути особистою та автентичною». Він сподівається, що повернення Північної Македонії на конкурс зможе «пробудити національну гордість та надихнути майбутні покоління митців».

## Музика та стиль
У дитинстві співав дитячі пісні, оперний репертуар, народні та естрадні пісні.
Андонов надихається Теренсом Трентом Д'Арбі та Майклом Гатченсом (з гурту INXS), відзначає вплив Prince, Джорджа Майкла, Bee Gees, Blood Orange, Девіда Бові та сучасних митців, таких як Джай Пол, Childish Gambino і Tame Impala, а також македонського фольку.
Під час написання пісень бере натхнення з фільмів, серед його улюблених «Реквієм за мрією» та «На голці». У дитинстві значний вплив на сприйняття музики та артистизму мав фільм «Пурпурний дощ».
Основні теми, яким присвячує творчість — закоханість, розбите серце та секс. Андонов називає ці теми «найчеснішими».

## Дискографія

### EP
- In Bad Company (2023)
- Saint (2024)

### Сингли
- «Apartment» (2017)
- «Smoke» (2018)
  - «Smoke (Son Lux Remix)» (2018)
- «Faithful» (2018)
- «Until the Morning» (2022)
- «Night Crawl» (2022)
- «Bad Decisions» (2023)
- «War Is Love» (2023)
- «Potential» (2023)
- «Late Text» (2023)
- «Anymore» (2024)
- «Between the Lines» (2024)